# Syndicalisme corporatiste
Le syndicalisme corporatiste est une approche syndicale qui entend limiter son activité syndicale a la défense des intérêts des travailleurs de son champ professionnel. Elle ne prend pas en compte le contexte général de la société et ses conséquences sur les travailleurs.
Cette approche syndicale conçoit son action au niveau de l'entreprise ou du secteur d'activité et se rapproche souvent d'un syndicalisme de services.
Une fédération ou confédération de syndicats de ce type peut très bien comporter des syndicats dont les positions sont contradictoires entre eux puisque pour le syndicat ne compte que l'intérêt des travailleurs de son champ d'activité.
Cette approche syndicale s'oppose au syndicalisme de transformation sociale. Son champ est compris dans celui du syndicalisme de transformation sociale mais est beaucoup plus limité.
Le terme de syndicat corporatiste est parfois utilisé pour désigner un syndicat ne défendant qu'une seule profession et non fédérés ou confédérés (comme la FNSEA, MG-France...) mais cette définition n'est pas compatible avec la définition classique[pourquoi ?].